# Manuel Collado Sillero
Manuel Collado Sillero (1944 - Madrid, 24 de agosto de 1992) fue un productor y director teatral español.
Hijo de Fernando Collado, promotor teatral y de Mercedes Sillero, actriz.
Comenzó en el teatro como actor infantil de cierta popularidad en Las aventuras de Patapalo o Mariquita Pérez. A los diecisiete años abandona la interpretación. Su primera producción importante es Equus, que dirige en 1975. 
Además dirigió, entre otros, los montajes de Las galas del difunto y La hija del capitán (1978), de Valle-Inclán, Historia de un caballo (1979), sobre un cuento de León Tolstói, Petra Regalada (1980), La vieja señorita del paraíso (1980), El cementerio de los pájaros (1982) y Séneca o el beneficio de la duda (1987), las cuatro de Antonio Gala, La gaviota, de Chejov, Caimán (1981), de Antonio Buero Vallejo, Hazme de la noche un cuento (1991), de Jorge Márquez, y su último montaje, Leticia (1992), de Shaffer. 
Estuvo casado con la actriz María José Goyanes, madre de su hijo, el actor Javier Collado.